# Corchorus aestuans
Corchorus aestuans är en malvaväxtart som beskrevs av Carl von Linné. Corchorus aestuans ingår i släktet Corchorus och familjen malvaväxter. Utöver nominatformen finns också underarten C. a. brevicaulis.

## Bildgalleri

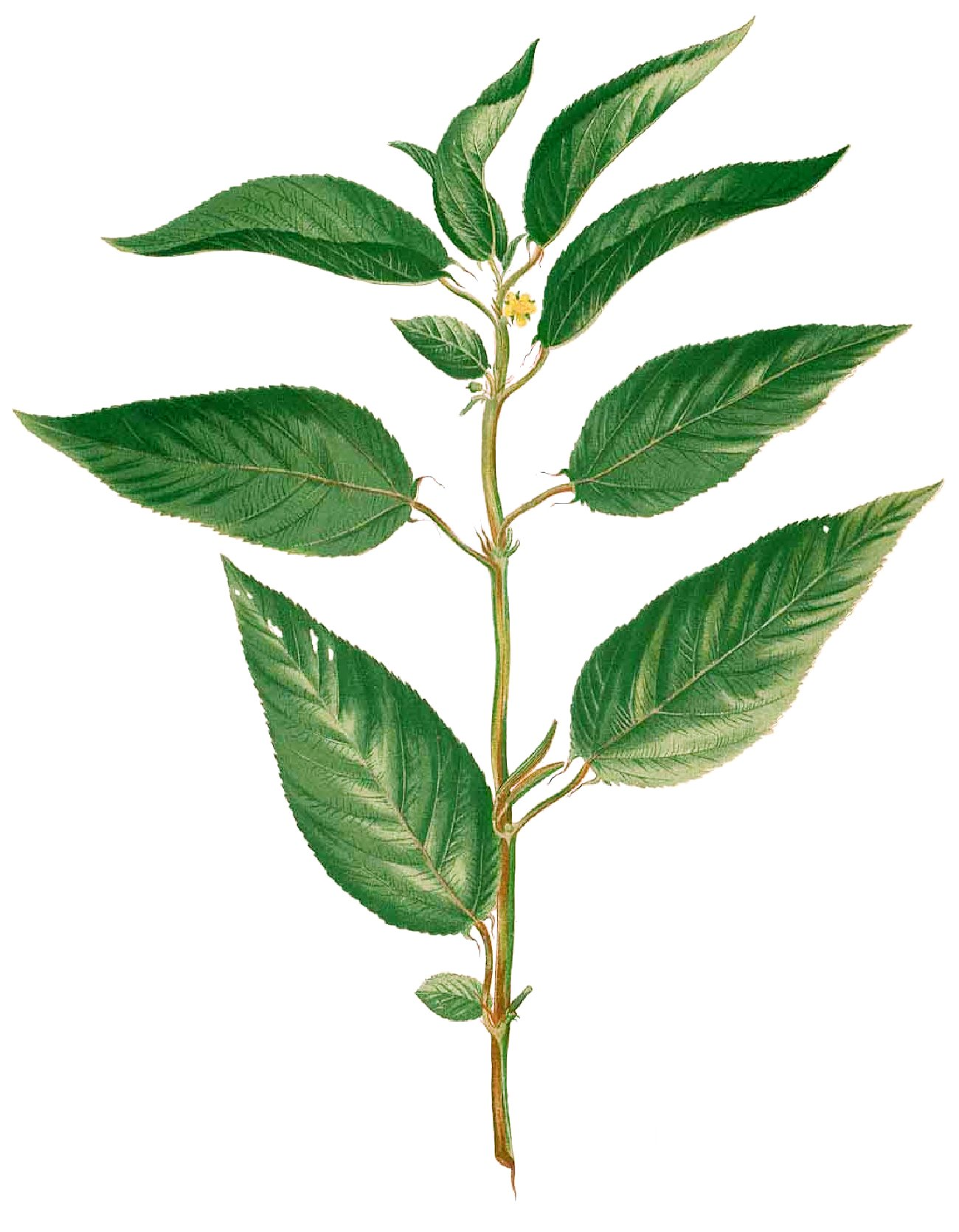
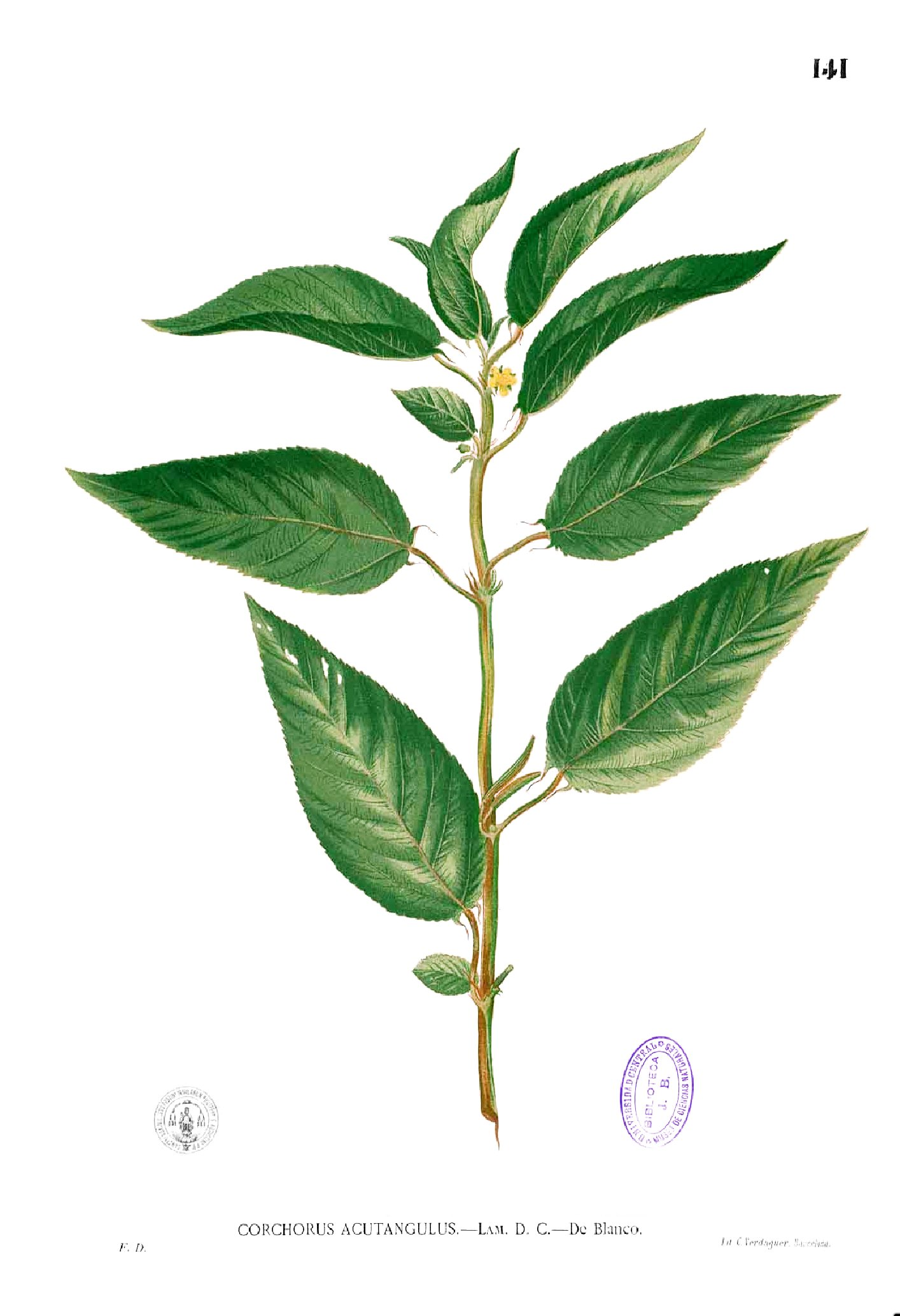
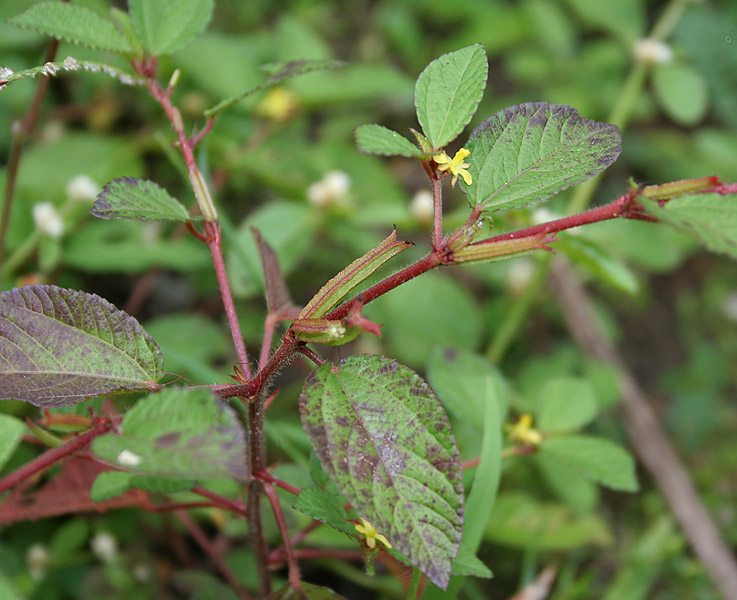
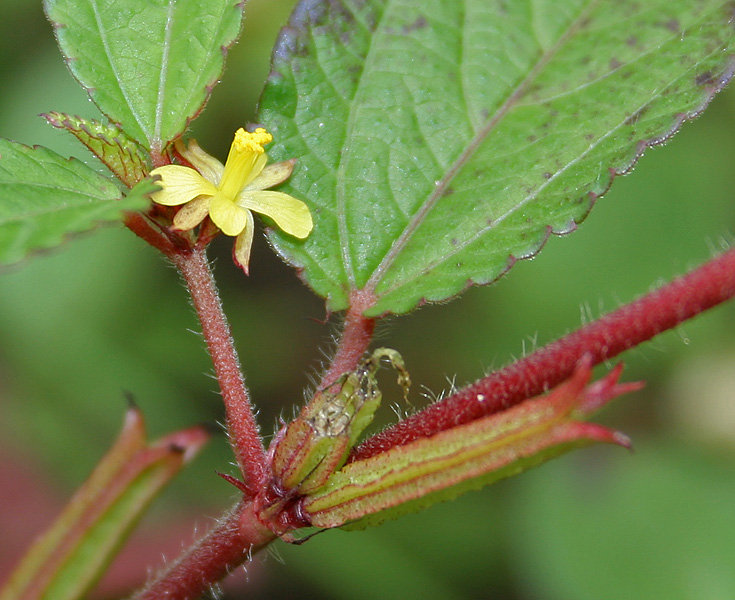
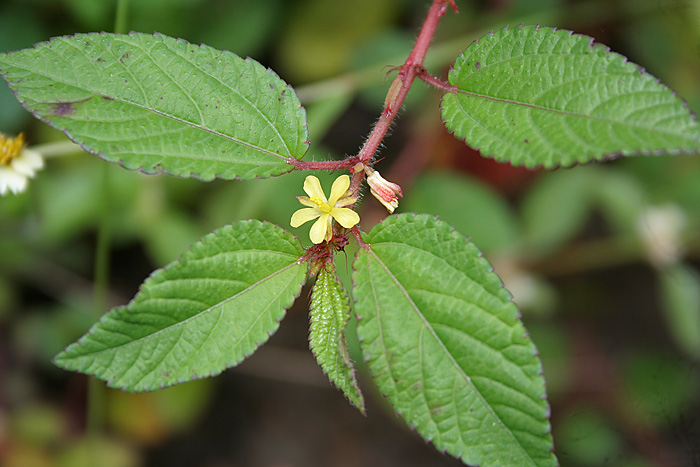
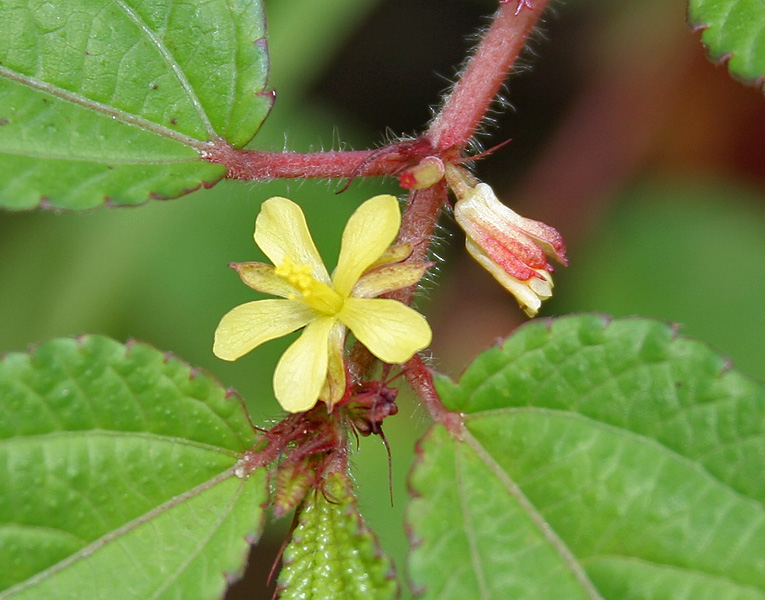